# Taougrit (distrito)
Taougrit é um distrito localizado na província de Chlef, Argélia, e cuja capital é a cidade de mesmo nome, Taougrit. Segundo o censo de 2008, a população total do distrito era de 51 376 habitantes.

## Municípios
O distrito está dividido em duas comunas:
- Taougrit
- Dahra